# Mařinka barvířská

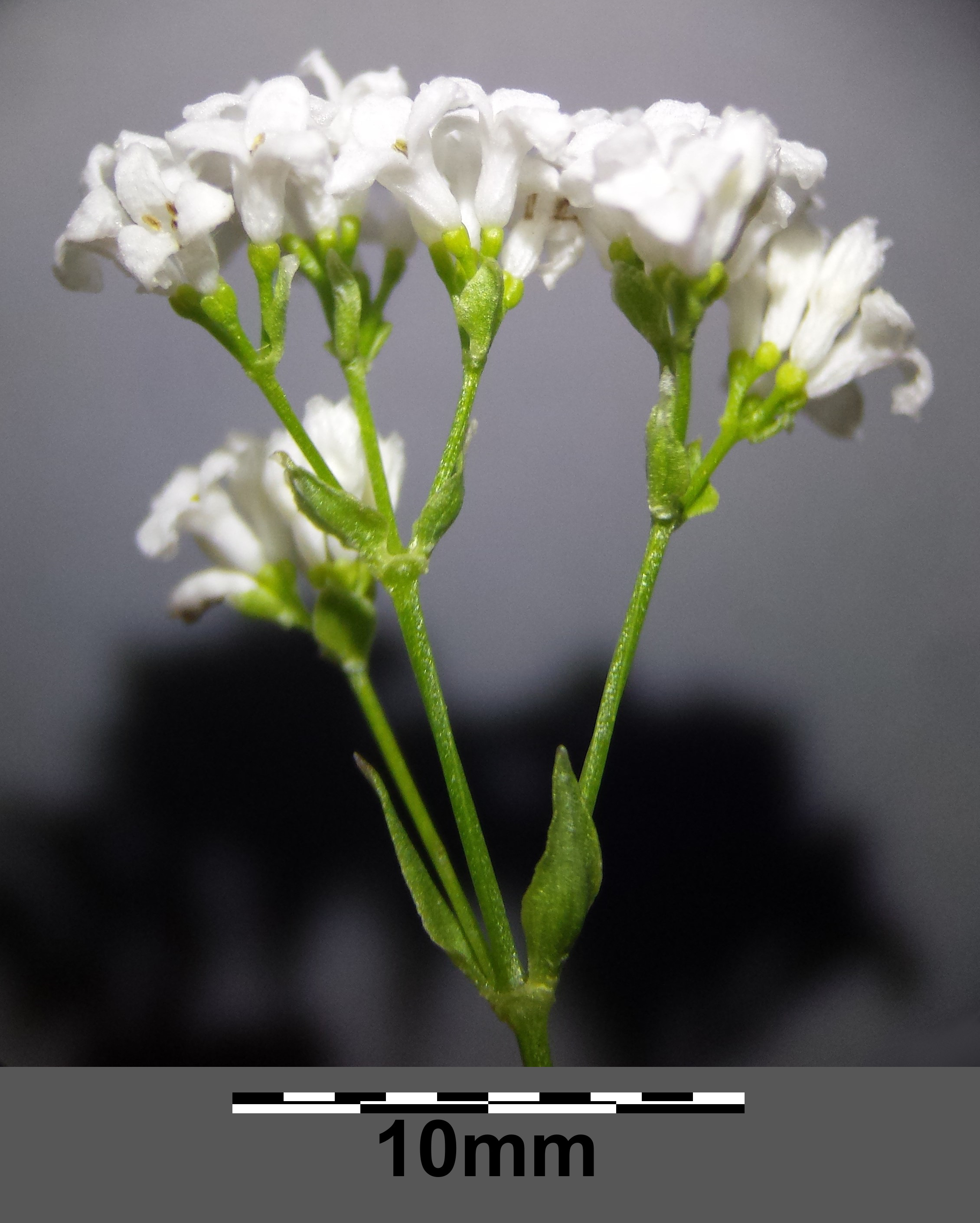
Květenství

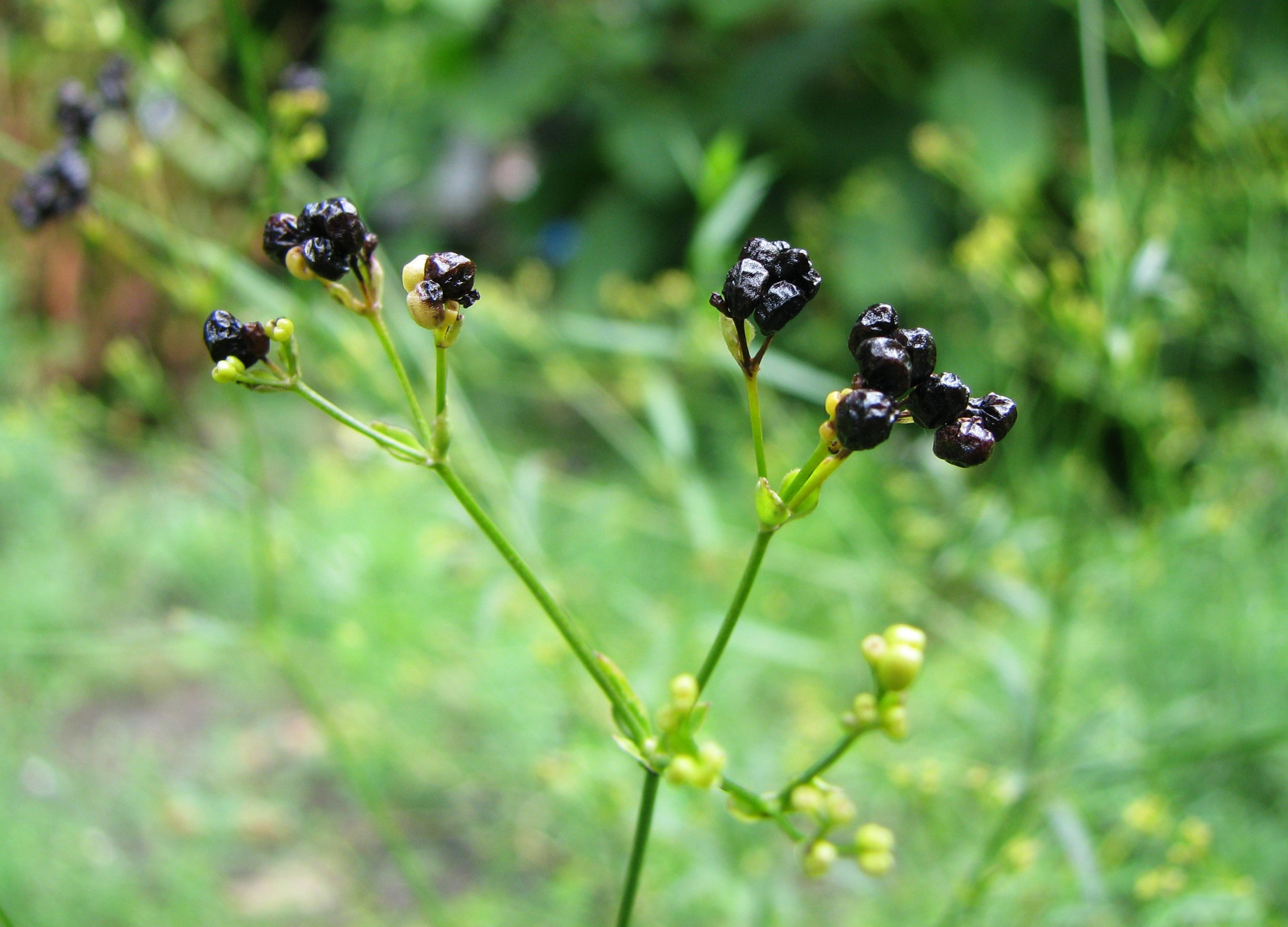
Plodenství

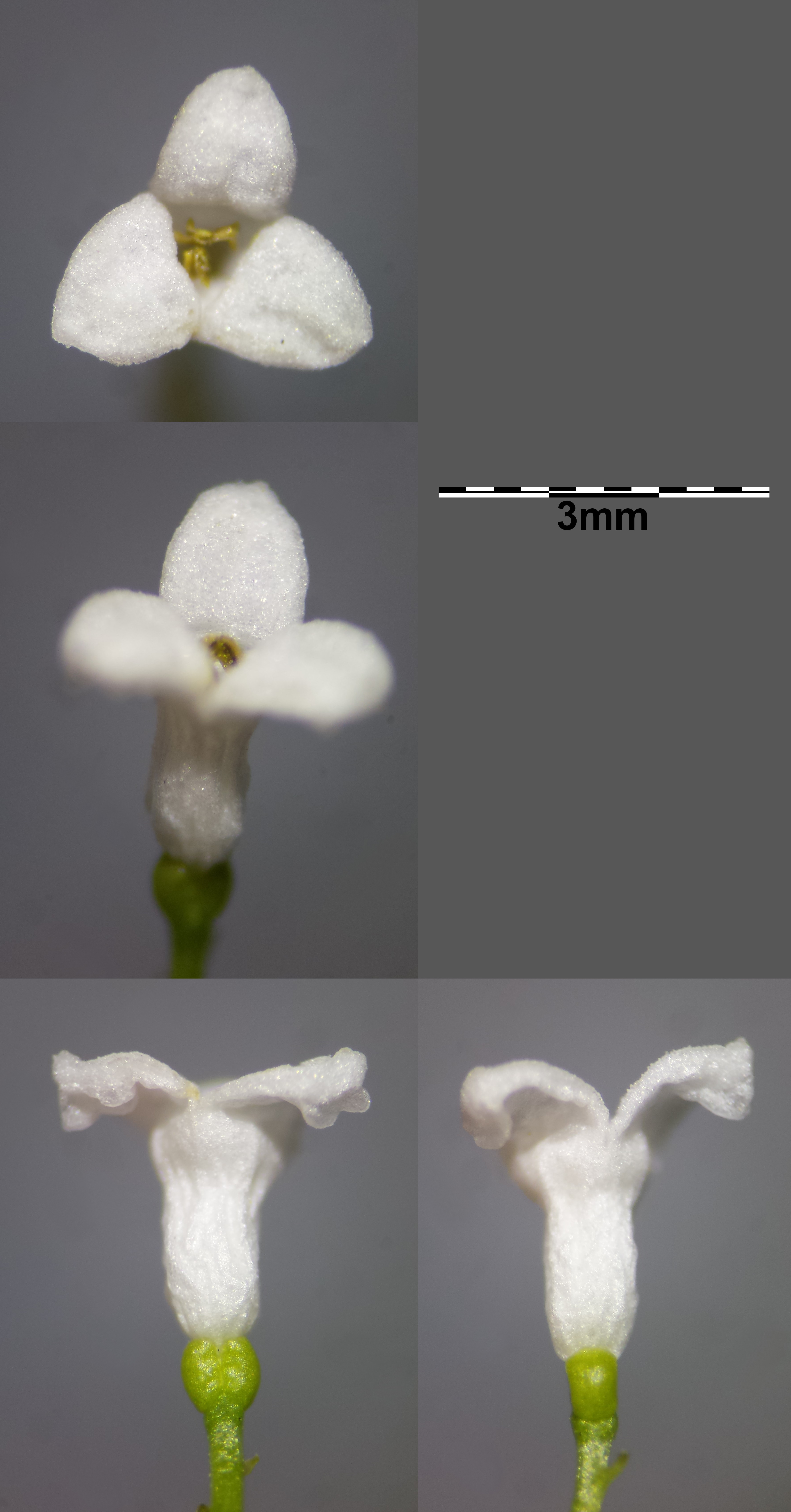
Rozbor květu

Mařinka barvířská (Asperula tinctoria) je vytrvalá, až půl metru vysoká bylina s drobnými, bílými květy rozkvétajícími v letních měsících. Je v české přírodě původní druh. Vyskytuje se pouze řídce v termofytiku a ojediněle v nižším mezofytiku a v "Červeném seznamu cévnatých rostlin České republiky" je považována za ohrožený druh. Druhové jméno "barvířská" je odvozeno od používáni oddenků k barvení vlněných látek.
Roste téměř v celé Evropě a na východě je v pásmu mezi 50° a 60° rozšířena až v západní Sibiři. V Čechách se hojněji vyskytuje pouze v Českém středohoří a v Českém krasu, na Moravě je častější v Bílých Karpatech. V ČR je nejvýše zaznamenaná v 700 m n. m.

## Ekologie
Mařinka barvířská je hemikryptofyt, který vyrůstá v teplých oblastech, obvykle ve světlých listnatých lesích nebo na jejich okrajích, nejčastěji na vápencích, jílovcích nebo pískovcích. Nejlépe prospívá na dobře propustné půdě s neutrálním pH, může růst na slunci i v polostínu.
Kvete v červnu až srpnu. Druh zahrnuje diploidní i tetraploidní karyotypy, které se nedají morfologicky odlišit, 2n = 22 nebo 44.

## Popis
Vytrvalá rostlina s přímými, 30 až 70 cm dlouhými lodyhami, které jsou čtyřhranné, lysé a často od báze větvené. Současně rostoucí sterilní, nekvetoucí lodyhy jsou kratší. Vyrůstá z dlouhých, plazivých, rozvětvených, oranžových oddenků. Listy jsou bez řapíku a stejně jako palisty mají jednožilné čepele úzce čárkovité, dlouhé 25 až 40 mm a široké 1 až 2 mm, na koncích tupě špičaté, po okraji nepodvinuté, lysé a oboustranně trávově zelené. Vyrůstají vstřícně, ve čtyř až šestičetných přeslenech, horní listy bývají bez palistů. Listeny jsou drobné, vejčité a na konci tupé, listence jsou vejčité, lysé a tupě špičaté.
Květenství je řídká lata s drobnými bílými, přisedlými nebo krátce stopkatými květy vyrůstajícími z úžlabí listenců, větve laty jsou delší než listeny. Oboupohlavný květ nemá kalich, pouze třícípou, srostlou korunu, která je úzce nálevkovitá, 4 mm dlouhá, bílá, trubku má asi 2 mm a cípy 1,5 mm. Květy jsou opylovány hmyzem. Plod je dvounažka okolo 2 mm dlouhá, tmavohnědá až černá, lesklá a lysá, která obsahuje dva polokulovité, na povrchu jemně zrnité plůdky.
Rostlinu lze rozmnožovat jarním výsevem, po dvoutýdenní jarovizaci semena vzklíčí za dva týdny. Je možno starší rostlinu rozmnožit na jaře dělením.

## Taxonomie
Druh se v Evropě vyskytuje ve dvou poddruzích:
- mařinka barvířská pravá (Asperula tinctoria L. subsp. tinctoria)
- mařinka barvířská brvitá (Asperula tinctoria L. subsp. hungarorum) (Borbás) Soó

Prvý uvedený, nominátní poddruh mařinka barvířská pravá, je v české přírodě považován za ohrožený taxon (C3).
Druhý poddruh, mařinka barvířská brvitá, rostla pravděpodobně na jižní Moravě a v současnosti je považována za nejasný (A3), snad v české přírodě vyhynulý taxon; vzácně se vyskytuje v Rakousku, Maďarsku, Srbsku a Rumunsku. Od výše popisovaného nominátního poddruhu se odlišuje čárkovitě kopinatými, 2 až 3 mm širokými, po okraji podvinutými, drsnými listy a vejčitými, dlouze brvitými, zřetelně špičatými listenci.

## Význam
Mařinka barvířská se před vynálezem syntetických barviv využívala jako barvířská rostlina, konkrétně její tenké oranžové oddenky sbírané koncem vegetačního období. Sloužívala na zabarvení vlny do růžově hnědé barvy, konkrétně na 0,1 kg vlny namočené v kamenci se použilo 0,1 kg nadrobno nasekaných oddenků macerovaných přes noc v 5 litrech vody; získaný barevný odstín byl velmi trvanlivý. Oddenky obsahují barviva alizarin, purpurin a pseudopurpurin. Z kvetoucí natě se připravoval odvar proti střevním parazitům.